# Kazys Boruta
Kazys Boruta (ur. 6 stycznia 1905 w Kūlokai, zm. 9 marca 1965 w Wilnie) – litewski poeta, pisarz i działacz polityczny. Na podstawie jego powieści Młyn Bałtaragisa powstał pierwszy litewski musical Narzeczona diabła w reżyserii Arūnasa Žebriūnasa.

## Życiorys

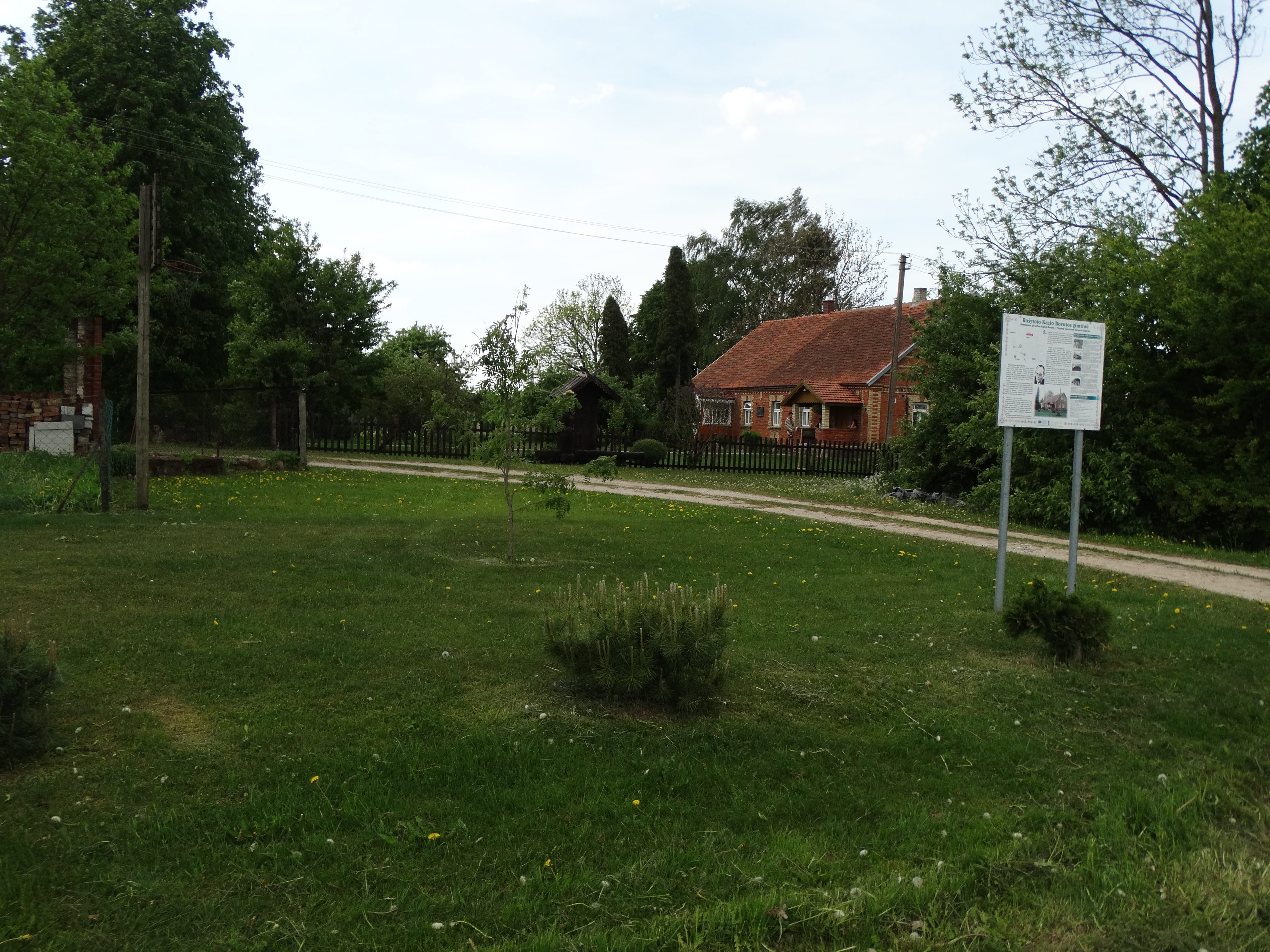
Kūlokai, dom w którym urodził się Kazys Boruta

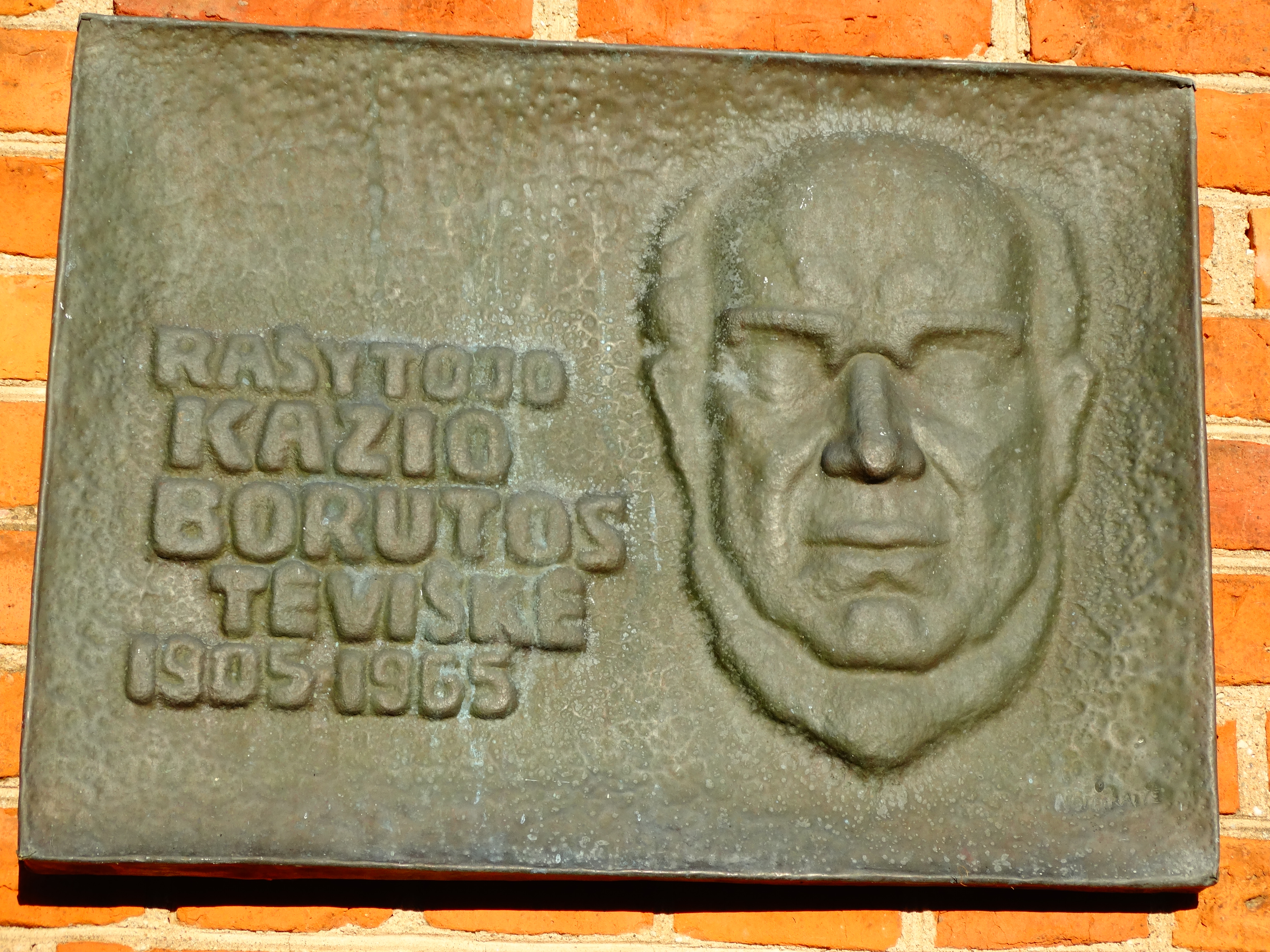
Tablica pamiątkowa w Kūlokai

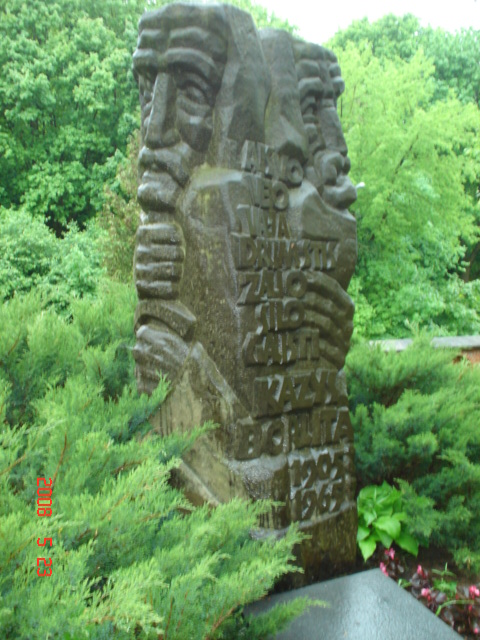
Pomnik Kazysa Boruty na cmentarzu na Rossie, Wilno

Kazys Boruta urodził się w małej wsi Kūlokai w rejonie mariampolskim. W czasie I wojny światowej mieszkał w Moskwie i tam uczył się w gimnazjum. W 1918 roku wrócił na Litwę. Od 1920 roku kontynuował naukę w gimnazjum w Mariampolu i Mariampolskim Seminarium Nauczycielskim. W latach 1924–1926 studiował język litewski, literaturę i historię na wydziale humanistycznym Uniwersytetu Litewskiego.
Angażował się w działalność polityczną socjalistycznej młodzieży pozostającej w opozycji do rządu za co zmuszony został do emigracji. W 1926 Wyjechał do Austrii, gdzie studiował literaturę, filozofię i historię na Uniwersytecie Wiedeńskim. W 1927 roku podczas wakacji na Litwie, został aresztowany i zwolniony pod warunkiem, że opuści Litwę. Przez jakiś czas mieszkał w Rydze, a do 1928 roku kontynuował naukę w Wiedniu. W 1931 roku Boruta wrócił na Litwę. Wspólnie z Kostą Korsakiem wydawał antyfaszystowskie pismo „Trečias frontas”. Za nielegalną działalność polityczną w 1933 roku został aresztowany i skazany na 4 lata więzienia. Dzięki staraniom Towarzystwa Pisarzy Litewskich został zwolniony w 1935 roku.
W 1941 roku rozpoczął pracę w Litewskiej Akademii Nauk jako kierownik Muzeum Literatury. Podczas okupacji niemieckiej pracował w Instytucie Litewskiej Literatury i Folkloru, uratował rękopisy Adama Mickiewicza przed zniszczeniem i ukrywał Żydów przed nazistami. Chociaż Boruta był socjalistą, krytykował nowy porządek. 17 marca 1946 został aresztowany i zgodnie z art. 58-12 kodeksu karnego RFSRR został skazany za działalność antyradziecką na 5 lat więzienia na Syberii. Dzięki staraniom jego żony został osadzony w więzieniu znajdującym się w wileńskiej dzielnicy Rossa. 17 grudnia 1949 roku został zwolniony na skutek amnestii, ale musiał publicznie ogłosić przyznanie się do swoich rzekomych błędów ideologicznych.
Po powrocie do Wilna poświęcił się głównie tłumaczeniom i pracy twórczej. Przez długi czas nie wolno mu było nic wydawać, a jego tłumaczenia ukazywały się pod innymi nazwiskami. W 1965 roku otrzymał honorowy tytuł zasłużonego dla kultury Litewskiej SRR. Pisarz zmarł 9 marca 1965 roku w Wilnie i pochowany został na cmentarzu na Rossie.

## Pseudonimy
Kazys Boruta zaczął publikować swoją twórczość w 1920 roku i posługiwał się wieloma pseudonimami: A. Vandra, Antanas Avižienius, Anupras Paketuris, E. Erika, E. Linonis, El. Vėtra, K. A. Apuokas, K. Aruta, K. Linonis, L. Vailila, Petras Povilionis, V. Vaja, V. Vandra, Vincas Dovinė.

## Życie prywatne
Był trzykrotnie żonaty: Ona Kazanskaitė-Borutienė (1905–1941), Elga Borutienė (1917–2006), Jadvyga Čiurlionytė-Abraitienė-Borutienė (1900–1992).

## W kulturze
Najbardziej znanym dziełem jest powieść wydana w 1945 roku Młyn Bałtaragisa. W 1966 roku została wystawiona sztuka w Teatrze Dramatycznym w Kownie. W 1974 roku powstał na kanwie powieści pierwszy litewski musical Narzeczona diabła w reżyserii Arūnasa Žebriūnasa z muzyką skomponowaną przez Wiaczesława Ganelina. W 2011 Teatr Tańca wystawił balet oparty na powieści z choreografią V. Brazdyla.

## Wybrane dzieła

### Poezja
- A-lo!, 1925
- Kryžių Lietuva, 1927
- Dainos apie svyruojančius gluosnius, 1927
- Duona kasdieninė, 1934
- Eilės ir poemos, 1938

### Proza
- Drumstas arimų vėjas, 1928
- Namas Nr. 13, 1928
- Mediniai stebuklai, 1938
- Kelionės į Šiaurę, 1930–1939
- Saulę ant savo pečių parnešti išėjo, 1940
- Młyn Bałtaragisa, 1945
- Dangus griūva, 1955
- Sunkūs paminklai, 1960
- Jurgio Paketurio klajonės, 1963